# Mistrzostwa Świata Juniorów w Łucznictwie 2000
6. Mistrzostwa Świata Juniorów w Łucznictwie odbyły się w dniach 18 – 23 lipca 2000 roku w Belfort we Francji. W zawodach wzięli udział juniorzy do 20 roku życia, strzelający z łuków klasycznych i bloczkowych. 

## Reprezentacja Polski juniorów

### łuk klasyczny
- Piotr Matuszczak
- Małgorzata Maziarz
- Justyna Mospinek
- Marcin Nowak
- Piotr Piątek
- Anna Rabska
- Zbigniew Stanieczek
- Monika Wulczyńska

## Medaliści

### Juniorzy

#### Strzelanie z łuku klasycznego
| Konkurencja:           | Złoto:                                                            | Srebro:                                                          | Brąz:                                                              |
| indywidualnie kobiet   | Choi Ok-nam                                                       | Lu Han                                                           | Tetiana Bereżna                                                    |
| indywidualnie mężczyzn | Chung Young-soo                                                   | Chun Hwan-sung                                                   | Jeff Henckels                                                      |
| drużynowo kobiet       | Korea Południowa · Choi Ok-nam · Kang Sun-young · Hi Suk-Kang     | Ukraina · Kateryna Serdiuk · Tetiana Bereżna · Tetiana Dorochowa | Chiny · Wang Xuan · Lu Han · Xu Linlin                             |
| drużynowo mężczyzn     | Niemcy · Christian Stubbe · Matthias Hummel · Frank von Dincklage | Włochy · Marco Galiazzo · Andrea Zorzetto · Filippo Pogni        | Korea Południowa · Chun Hwan-sung · Lee Min-hyun · Chung Young-soo |

#### Strzelanie z łuku bloczkowego
| Konkurencja:           | Złoto:                                                             | Srebro:                                                    | Brąz:                                                                      |
| indywidualnie kobiet   | Amber Dawson                                                       | Christie Bisco                                             | Ashley Kamuf                                                               |
| indywidualnie mężczyzn | Adam Wheatcroft                                                    | Pontus Gotham                                              | Owen Gunther                                                               |
| drużynowo kobiet       | Stany Zjednoczone · Amber Dawson · Mary Zorn · Christie Bisco      | Szwecja · Caroline Patic · Karin Teghammar · Anna Sundberg | Włochy · Francesca Fabruzzo · Anna Cagnato · Silvia Zaupa                  |
| drużynowo mężczyzn     | Stany Zjednoczone · Adam Wheatcroft · Michael Heitz · Ariel Heller | Szwecja · Mikael Heijel · Pontus Gotham · Robert Karlsson  | Wielka Brytania · Duncan Busby · Christopher Goodman · Daniel Charlesworth |

## Klasyfikacja medalowa
| Lp. | Państwo           | Złoto | Srebro | Brąz | Razem |
| 1.  | Stany Zjednoczone | 4     | 1      | 1    | 6     |
| 2.  | Korea Południowa  | 3     | 1      | 1    | 5     |
| 3.  | Niemcy            | 1     | 0      | 0    | 1     |
| 4.  | Szwecja           | 0     | 3      | 0    | 3     |
| 5.  | Chiny             | 0     | 1      | 1    | 2     |
| 5.  | Ukraina           | 0     | 1      | 1    | 2     |
| 5.  | Włochy            | 0     | 1      | 1    | 2     |
| 8.  | Kanada            | 0     | 0      | 1    | 1     |
| 8.  | Luksemburg        | 0     | 0      | 1    | 1     |
| 8.  | Wielka Brytania   | 0     | 0      | 1    | 1     |